# Bitwa pod Baranowem Sandomierskim
Bitwa pod Baranowem Sandomierskim – bitwa, która miała miejsce 3 kwietnia 1656 pod Baranowem Sandomierskim w czasie potopu szwedzkiego.

## Sytuacja przed bitwą
Król Karol X Gustaw wraz z armią szwedzką planował zdobyć Lwów, jednak znaczne siły polskie i klęska pod Jarosławiem zmusiły go do odwrotu. Odwrót odbywał się w ciężkich warunkach pogodowych i podczas działania partyzantki polskiej.
Po bitwie pod Niskiem i pod Rudnikiem siły polskie niezdolne do pokonania Szwedów w otwartej bitwie starały się ograniczyć ich swobodę manewrową. Armia szwedzka znalazła się w widłach Wisły i Sanu, gdzie została zablokowana przez siły marszałka Lubomirskiego, regimentarza Stefana Czarnieckiego od strony Sandomierza, armię litewską Pawła Sapiehy strzegącą przeprawy przez San oraz siły Jana Sapiehy , który strzegł postawionego wcześniej pod Baranowem mostu na galarach. Po utracie zamku w Sandomierzu siły szwedzkie zostały zamknięte w widłach Wisły i Sanu, a najważniejsze potencjalne drogi ucieczki znajdowały się pod kontrolą Polaków; drogi lądowe były błotniste, drogi wodne zablokowane, a wojsko szwedzkie cierpiało głód. Celem Polaków było zablokowanie Szwedów w widłach Wisły i Sanu, a następnie wygłodzenia i zniszczenia sił przeciwnika. Oddział Czarneckiego skierował się na Sandomierz, a chorągwie pod komendą Jacka Szemberka, Aleksandra Koniecpolskiego i Jana Fryderyka Sapiehy rozłożyły się na południowy wschód od Baranowa.

## Bitwa
W nocy z 2 na 3 kwietnia 1656 roku Karol Gustaw skierował się z wojskiem w stronę Baranowa Sandomierskiego, gdzie stały 24 chorągwie kwarcianych pod dowództwem Jana Sapiehy. Szwedzka rajtaria uderzyła na niespodziewających się ataku żołnierzy wojsk kwarcianych. Bitwa zakończyła się zwycięstwem Szwedów; w jej wyniku zginęło 500 żołnierzy wojsk Sapiehy, wojska litewskie utraciły 4 sztandary, a wojska Karola Gustawa zdobyły żywność, z którą powróciły do obozu. Bitwa zakończyła się klęską wojsk litewskich. Wojska szwedzkie chciały skłonić Litwinów do obrony przeprawy przez Wisłę, tymczasem w  dniach 4-5 kwietnia 1656 roku armia szwedzka przeprawiła się przez San po pokonaniu wojsk hetmana Pawła Jana Sapiehy.
W wyniku bitwy nie ucierpiał zamek w Baranowie Sandomierskim, a samo miasto nie zostało splądrowane, ponieważ wojska szwedzkie skierowały się w najpierw w stronę Zawichostu, a następnie w kierunku Warszawy.

## W literaturze
Bitwa jest wzmiankowana w Potopie autorstwa Henryka Sienkiewicza.